# Olympische Sommerspiele 2012/Schießen – Trap (Frauen)
Der Wettbewerb Trap der Frauen bei den Olympischen Spielen 2012 in London wurde am 4. August 2012 in den Royal Artillery Barracks ausgetragen. 22 Teilnehmerinnen traten an. 
Der Wettbewerb fand in zwei Runden statt, einer Qualifikations- und einer Finalrunde. In der Qualifikationsrunde hatte jede Schützin drei Serien à 25 Wurfscheiben zu schießen. Zehn Scheiben wurden dabei von links, zehn von rechts und fünf geradeaus geworfen, wobei jede Schützin bis zu zwei Mal auf die Scheiben schießen konnte. Jeder Treffer ergab einen Punkt. Die sechs besten Athletinnen qualifizierten sich für das Finale. Im Finale wurde eine weitere Serie mit 25 Scheiben geworfen, jedoch durfte jede Schützin nur einen Schuss pro Scheibe abgeben. Auch hier ergab jeder Treffer einen Punkt.
Die für das Finale qualifizierten Schützinnen sind hellgrün unterlegt.

## Titelträger
| Olympiasieger | Satu Mäkelä-Nummela | 91 Punkte | Peking 2008                       |
| Weltmeister   | -                   | -         | seit 2009 keine WM-Disziplin mehr |

## Bestehende Rekorde
| Weltrekord Qualifikation         | Wiktorija Tschuiko   | 74           | Nikosia, Zypern               | 13. Juni 1998      |
| Olympischer Rekord Qualifikation | Daina Gudzinevičiūtė | 71           | Sydney, Australien            | 18. September 2000 |
| Weltrekord Finale                | Zuzana Štefečeková   | 96 (74 + 22) | Qingyuan, Volksrepublik China | 4. April 2006      |
| Olympischer Rekord Finale        | Satu Mäkelä-Nummela  | 91 (70 + 21) | Peking, Volksrepublik China   | 11. August 2008    |

## Qualifikation
| Platz | Schütze              | Nation             | 1  | 2  | 3  | Punkte | Stechen | Anmerkung |
| ----- | -------------------- | ------------------ | -- | -- | -- | ------ | ------- | --------- |
| 1     | Jessica Rossi        | Italien            | 25 | 25 | 25 | 75     |         | WR, Q     |
| 2     | Zuzana Štefečeková   | Slowakei           | 24 | 25 | 24 | 73     |         | Q         |
| 3     | Suzanne Balogh       | Australien         | 24 | 23 | 25 | 72     |         | Q         |
| 4     | Delphine Réau        | Frankreich         | 25 | 25 | 22 | 72     |         | Q         |
| 5     | Alessandra Perilli   | San Marino         | 25 | 24 | 22 | 71     |         | Q         |
| 6     | Fátima Gálvez        | Spanien            | 23 | 25 | 22 | 70     | 12      | Q         |
| 7     | Satu Mäkelä-Nummela  | Finnland           | 22 | 24 | 24 | 70     | 11      |           |
| 8     | Elena Tkatsch        | Russland           | 23 | 22 | 25 | 70     | 6       |           |
| 9     | Kim Rhode            | Vereinigte Staaten | 23 | 21 | 24 | 68     |         |           |
| 10    | Lin Yi-chun          | Chinesisch Taipeh  | 22 | 23 | 22 | 68     |         |           |
| 11    | Corey Cogdell        | Vereinigte Staaten | 25 | 22 | 21 | 68     |         |           |
| 12    | Liu Yingzi           | China              | 23 | 22 | 22 | 67     |         |           |
| 13    | Nihan Kantarcı       | Türkei             | 24 | 21 | 21 | 66     |         |           |
| 14    | Daina Gudzinevičiūtė | Litauen            | 24 | 22 | 20 | 66     |         |           |
| 15    | Yukie Nakayama       | Japan              | 20 | 23 | 22 | 65     |         |           |
| 16    | Charlotte Kerwood    | Großbritannien     | 22 | 19 | 23 | 64     |         |           |
| 17    | Sonja Scheibl        | Deutschland        | 20 | 22 | 22 | 64     |         |           |
| 18    | Ray Bassil           | Libanon            | 22 | 22 | 20 | 64     |         |           |
| 19    | Kang Gee-eun         | Südkorea           | 19 | 22 | 21 | 62     |         |           |
| 20    | Shagun Chowdhary     | Indien             | 23 | 17 | 21 | 61     |         |           |
| 21    | Yasmina Mesfioui     | Marokko            | 17 | 24 | 20 | 61     |         |           |
| 22    | Gaby Ahrens          | Namibia            | 20 | 21 | 18 | 59     |         |           |

## Finale
| Platz | Schütze            | Nation     | Qualifikation | Finalpunkte | Gesamtpunkte | Stechen | Anmerkung |
| ----- | ------------------ | ---------- | ------------- | ----------- | ------------ | ------- | --------- |
| 1     | Jessica Rossi      | Italien    | 75            | 24          | 99           |         | WR, OR    |
| 2     | Zuzana Štefečeková | Slowakei   | 73            | 20          | 93           | 3       |           |
| 3     | Delphine Réau      | Frankreich | 72            | 21          | 93           | 2       |           |
| 4     | Alessandra Perilli | San Marino | 71            | 22          | 93           | 1       |           |
| 5     | Fátima Gálvez      | Spanien    | 70            | 17          | 87           |         |           |
| 6     | Suzanne Balogh     | Australien | 72            | 15          | 87           |         |           |

Mit 93 Punkten lagen drei Teilnehmerinnen auf dem zweiten Platz. Zur Ermittlung der Medaillenränge wurde ein Stechen durchgeführt. Jessica Rossi ist die erste italienische Olympiasiegerin im Trap.

## Bildergalerie

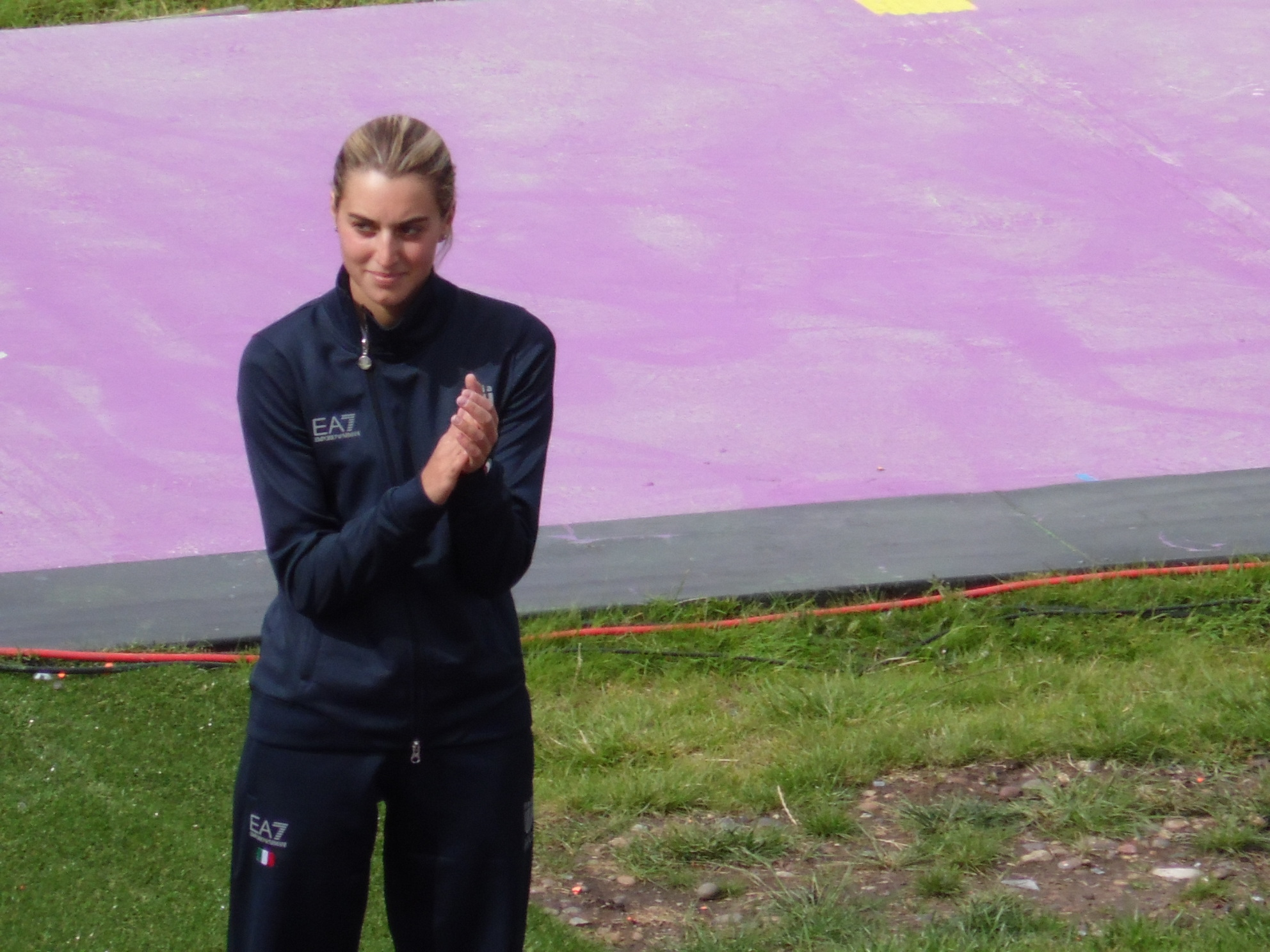
Olympiasiegerin Jessica Rossi (ITA)
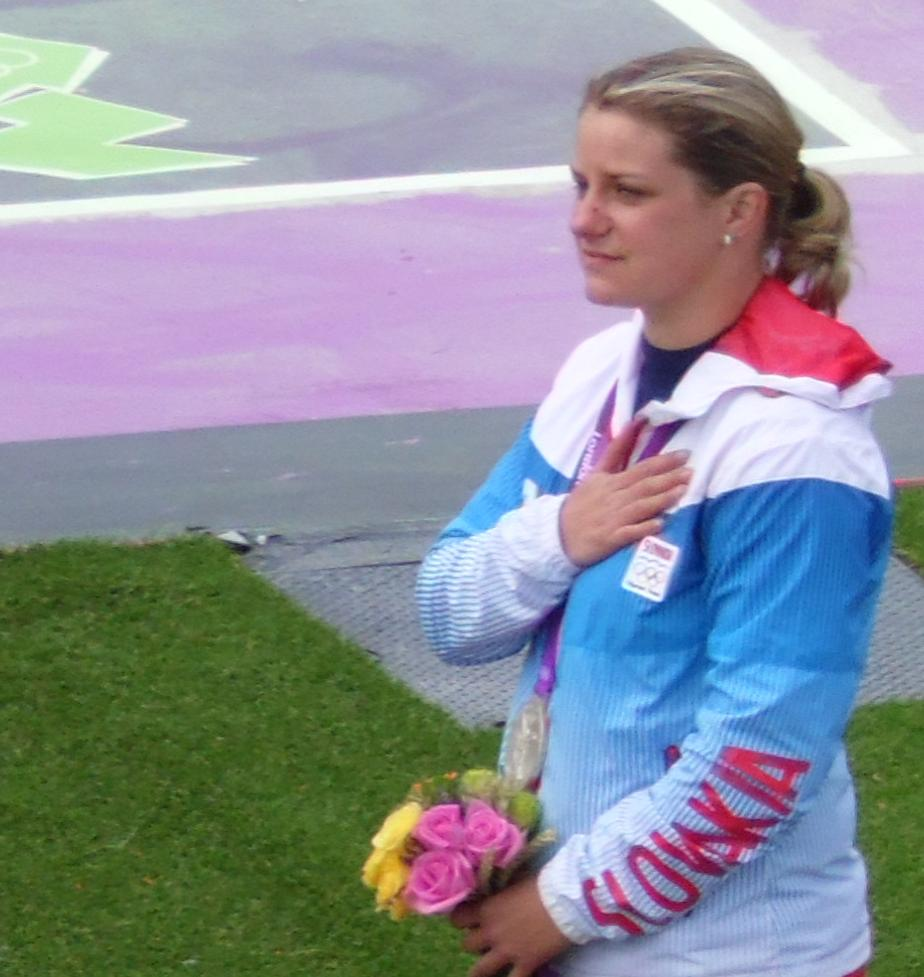
Zuzana Štefečeková (SVK), Gewinnerin der Silbermedaille
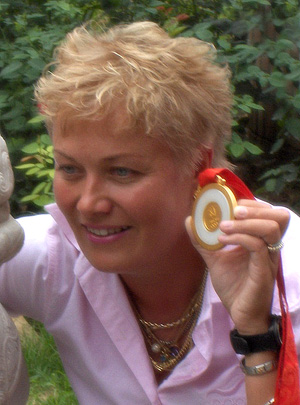
Titelverteidigerin Satu Mäkelä-Nummela (FIN) scheitert im Stechen

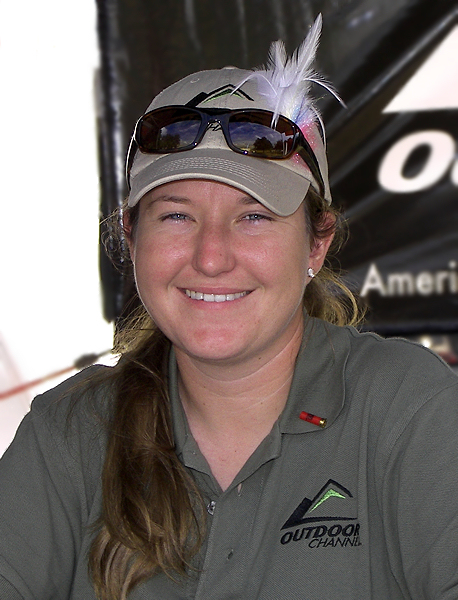
Kim Rhode (USA) scheitert als Neunte in der Qualifikation
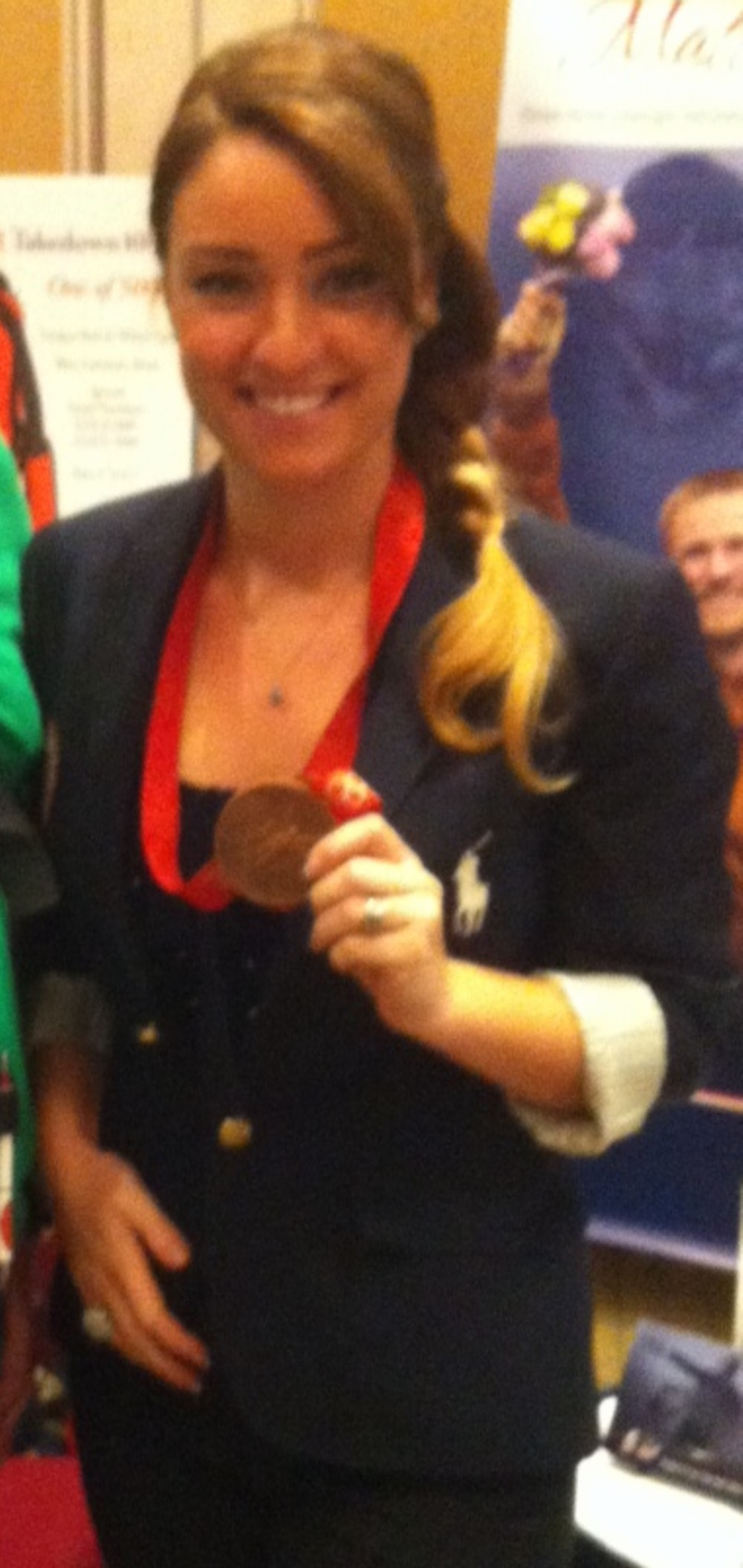
Corey Cogdell (USA) belegt Platz 11
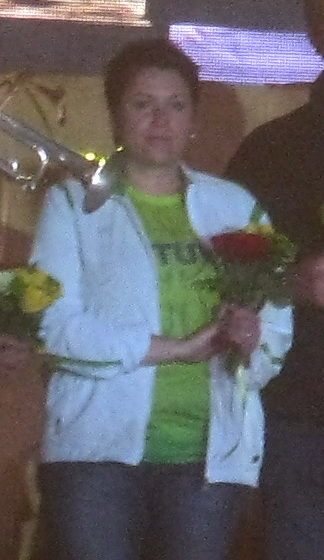
Daina Gudzinevičiūtė (LTU), Siegerin 2000, erreicht Platz 14
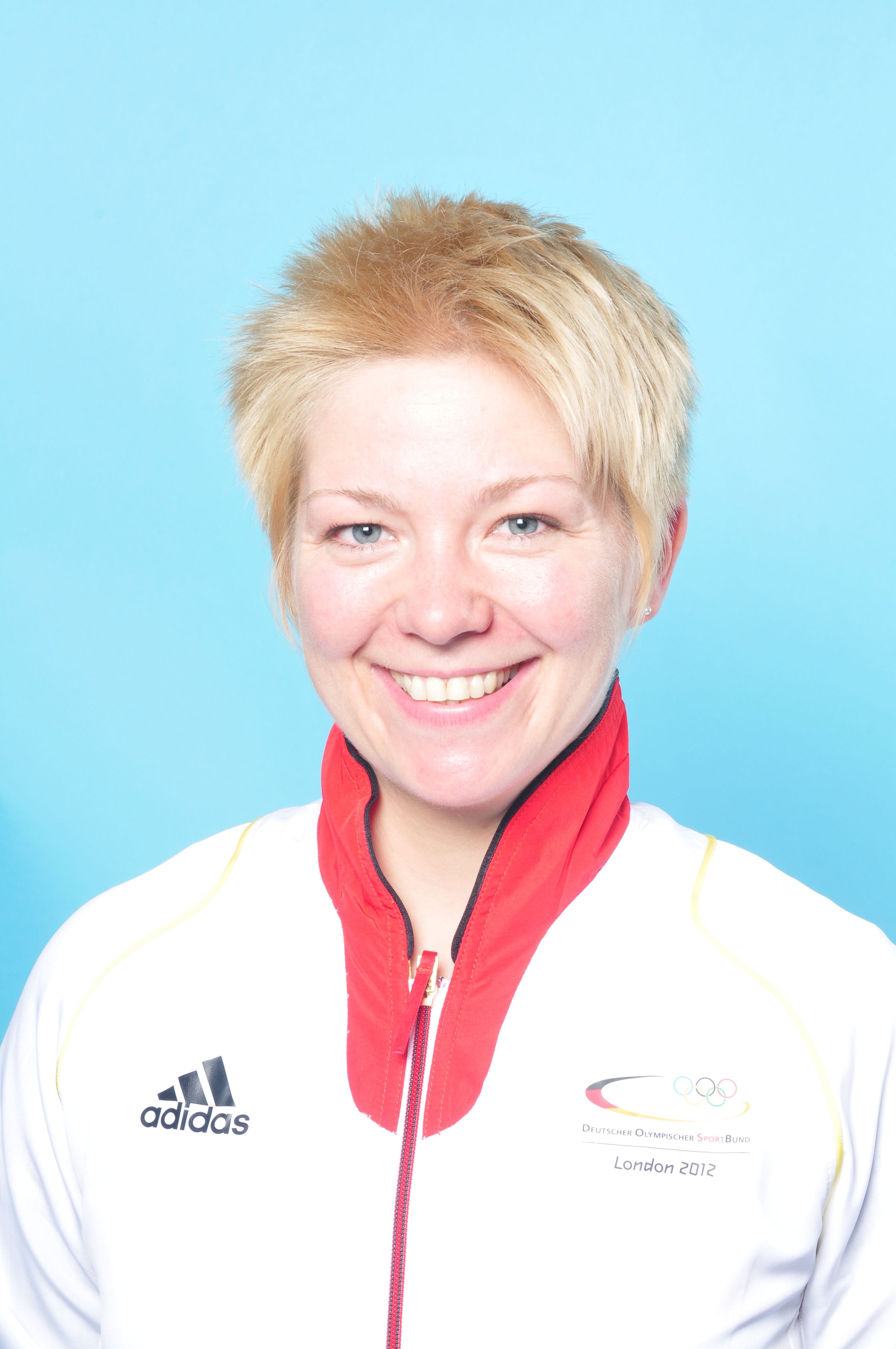
Sonja Scheibl (GER) belegt Platz 17